# Kopernik (musical)
Kopernik – oryginalny polski musical w dwóch aktach, opowiadający o życiu astronoma Mikołaja Kopernika na tle prądów umysłowych epoki. Autorką libretta jest powieściopisarka Ałbena Grabowska, słowa piosenek napisał tłumacz teatralny Daniel Wyszogrodzki, a muzykę skomponował Tomasz Szymuś. Kierownictwo muzyczne sprawuje prof. Piotr Sułkowski. Producentem musicalu jest Opera Krakowska.

## O musicalu

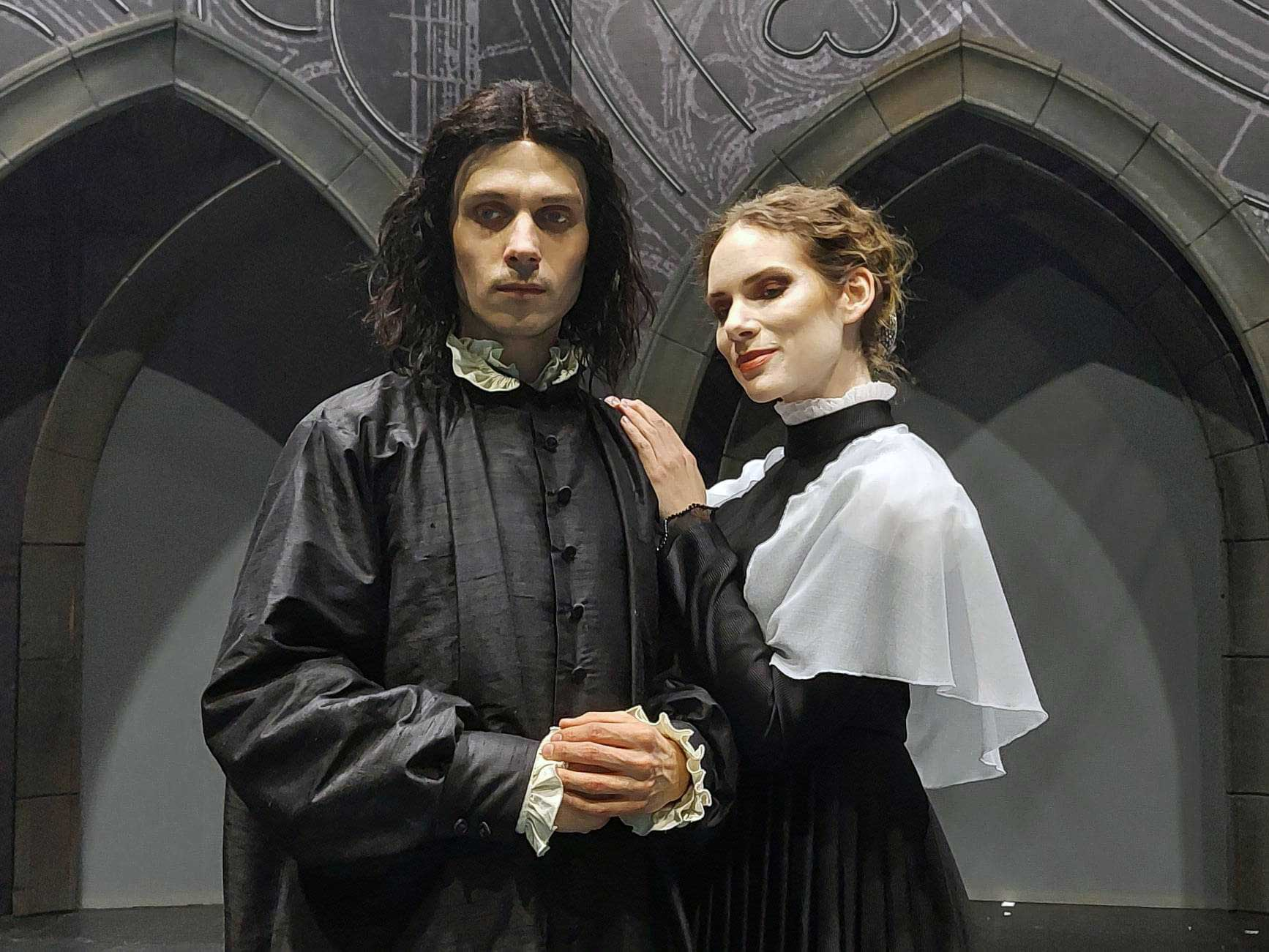

Musical Kopernik powstał z inicjatywy profesora Piotra Sułkowskiego, dyrektora Opery Krakowskiej i zarazem kierownika muzycznego spektaklu. Do napisania dzieła zaprosił sprawdzonych twórców, z którymi współpracował wcześniej w Filharmonii Warmińsko-Mazurskiej – Ałbena Grabowska (libretto), Daniel Wyszogrodzki (słowa piosenek) i Tomasz Szymuś (muzyka) są autorami musicalu Pora jeziora, wystawianego w Olsztynie od 2020 roku. Przy musicalu pracowali twórcy oraz zespół realizatorów: Jakub Szydłowski (reżyseria), Katarzyna Zielonka i Jarosław Staniek (choreografia), Grzegorz Policiński (scenografia i światło) oraz Anna Chadaj (kostiumy). Odbyły się trzy przedstawienia przedpremierowe musicalu Kopernik. Pierwsze dwa na Wzgórzu Katedralnym we Fromborku u stóp Bazyliki Archikatedralnej Wniebowzięcia NMP i św. Andrzeja 20 i 21 maja 2023 roku (czyli w 480. rocznicę śmierci astronoma). Trzecie przedstawienie przedpremierowe musicalu Kopernik odbyło się 22 czerwca 2023 roku na Dziedzińcu Arkadowym Zamku Królewskiego na Wawelu. Producentem tych wydarzeń była Opera Krakowska i to jej siedziba była następnie miejscem oficjalnej premiery musicalu 1 października 2023 roku. Musical Kopernik wszedł do stałego repertuaru Opery Krakowskiej.
Przedstawienie zdobyło wyróżnienie dla organizatorów wydarzeń o wyjątkowym znaczeniu dla rozwoju turystyki na Warmii i Mazurach: 1. miejsce musical Kopernik (reżyseria Jakub Szydłowski, kompozytor Tomasz Szymuś, dyrygent Piotr Sułkowski, realizacja Opera Krakowska). W finale XVIII Teatralnych Nagród Muzycznych im. Jana Kiepury (30 września 2024 w Warszawie) musical Kopernik zdobył nagrody w trzech kategoriach: Najlepszy spektakl dla młodego widza, Najlepszy wokalista musicalowy (Marcin Franc za rolę Kopernika) i Najlepszy plakat teatralno-muzyczny (autorka Katarzyna Zapart). Plakat do musicalu zdobył także złoty medal prestiżowego magazynu Graphis (USA) w kategorii Poster Awards 2025.

## Fabuła

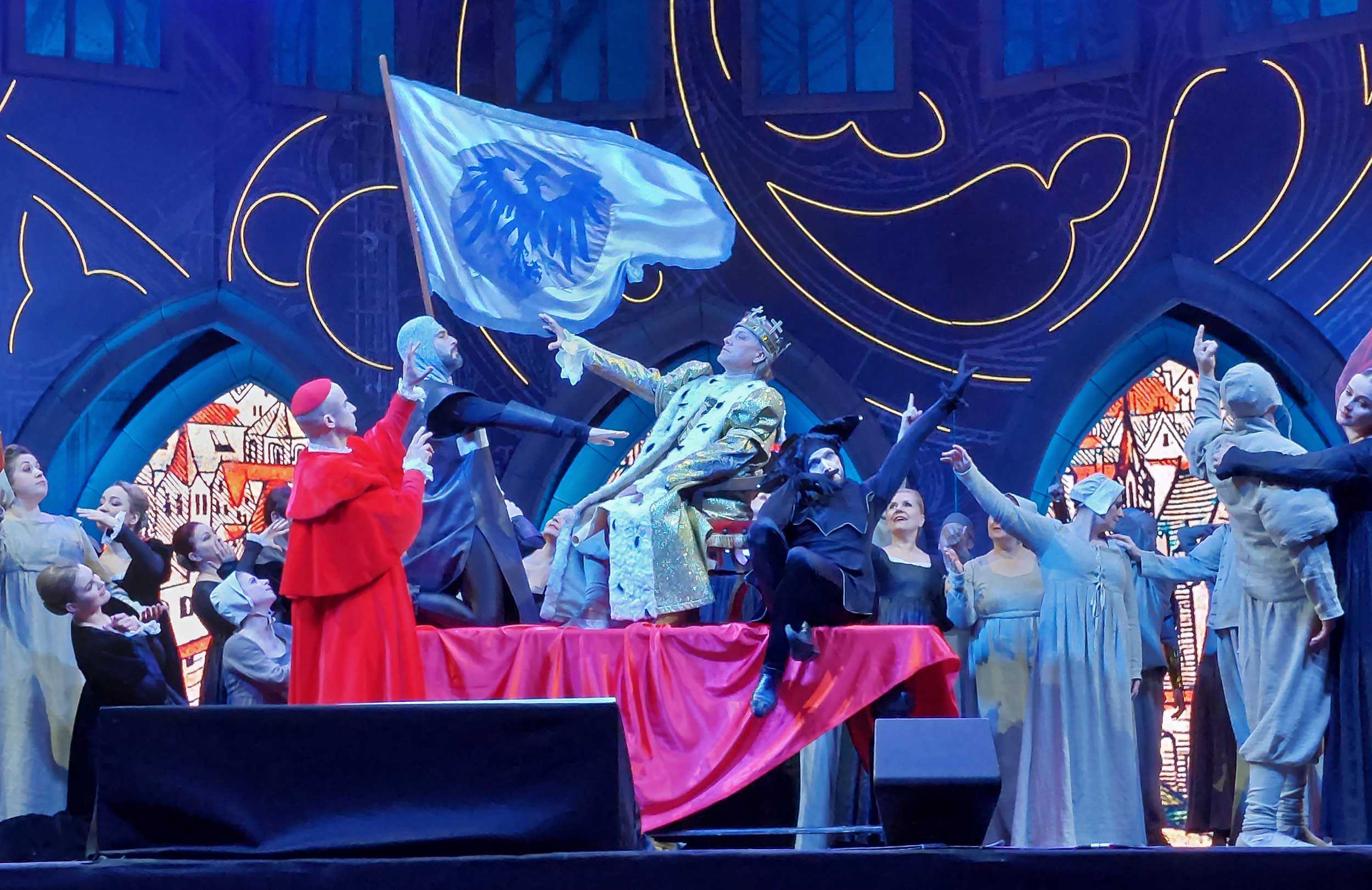

Musical Kopernik to opowieść o życiu Mikołaja Kopernika, ukazująca go nie tylko jako wybitnego astronoma, ale także jako człowieka pełnego pasji i emocji. Spektakl przedstawia kluczowe momenty z jego życia: studia w Krakowie, Padwie i Bolonii, pracę we Fromborku, udział w koronacji Zygmunta Starego, Hołdzie Pruskim oraz publikację dzieła „De revolutionibus”. Nie brakuje też wątku relacji z Anną Schilling.

## Recenzje
Recenzje spektaklu Kopernik są zgodne co do jego wysokiego poziomu artystycznego, widowiskowości oraz wartości edukacyjnej. Krzysztof Korwin-Piotrowski („Orfeo”, 2023) chwalił reżyserię Jakuba Szydłowskiego, obsadę z doskonałymi solistami (m.in. Marcin Franc, Agnieszka Przekupień) oraz choreografię Jarosława Stanka i Katarzyny Zielonki. Docenił również teksty piosenek Daniela Wyszogrodzkiego i bogatą, stylowo zróżnicowaną muzykę Tomasza Szymusia. „Magazyn Operowy Adama Czopka” (2023) podkreślił udaną formę retrospekcji, płynność scenicznych przejść oraz oryginalny pomysł podziału roli Kopernika między aktora i lalkę, a także melodyjność i siłę muzyki Szymusia. Robert Szaj („TVP Nauka”, 2023) zwrócił uwagę na walor edukacyjny spektaklu i jego wartość jako uzupełnienie szkolnego programu, zwłaszcza w zakresie historii i nauki. Mateusz Leon Rychlak („Teatr dla wszystkich”, 2023) zauważył, że choć inscenizacja przypomina operę, to mimo wszystko osiąga imponujący efekt, mimo trudności produkcyjnych. Z kolei Piotr Gaszczyński („Teatr dla wszystkich”, 2023) uznał warstwę muzyczno-taneczną za największą siłę przedstawienia, chwaląc zarówno jego widowiskowość, jak i popkulturowy charakter, który zachęca do dalszego zgłębiania historii.

## Nagrody

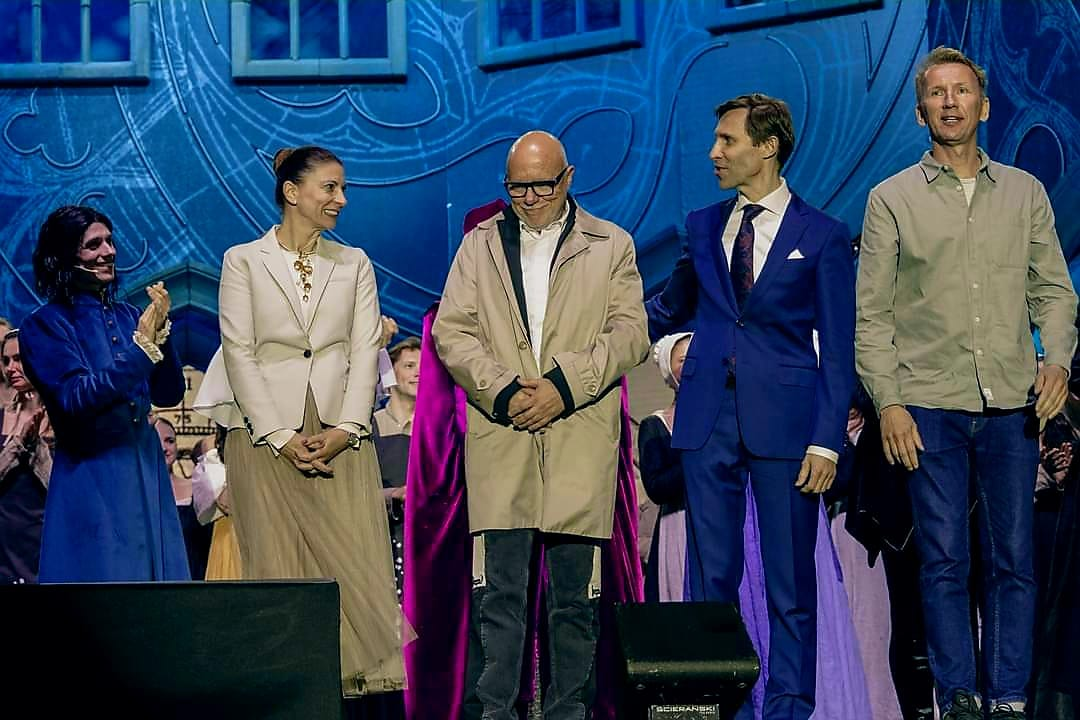

XVIII Teatralne Nagrody Muzyczne im. Jana Kiepury (2024):
- Najlepszy spektakl dla młodego widza – Kopernik (Opera Krakowska)
- Najlepszy plakat teatralno-muzyczny – Katarzyna Zapart
- Najlepszy wokalista musicalowy – Marcin Franc

Graphis Poster Awards 2025: Musical Kopernik (Copernicus), autorka – Katarzyna Zapart

## Utwory
| Akt I                             | Akt I                     | Akt II                              | Akt II                     |
| Lista utworów                     | Postać                    | Lista utworów                       | Postać                     |
| --------------------------------- | ------------------------- | ----------------------------------- | -------------------------- |
| 01 Zaćmienie umysłu               | Mikołaj i Andrzej         | 12 Dobrą monetę wypiera zła         | Mikołaj i Dantyszek        |
| 02 Każdy szuka swojej drogi       | Łukasz, Mikołaj i Andrzej | 13 Jeszcze się nigdy tak nie czułam | Anna                       |
| 03 Niesłychanie miłe panie        | Andrzej                   | 14 Życie jest szukaniem             | Anna i Krystyna            |
| 04 Niebo jest wszędzie takie samo | Mikołaj                   | 15 Dziewięćdziesiąt i pięć tez I    | Sculteti                   |
| 05 Nasza bajka                    | Krystyna i Kasper         | 16 Dziewięćdziesiąt i pięć tez II   | Sculteti i Mikołaj         |
| 06 Nauka czy wiersze              | Dantyszek                 | 17 Nigdy nie będę jedną z gwiazd    | Anna                       |
| 07 Grzech rozumu                  | Mikołaj i Łukasz          | 18 Uczeń Kopernika I                | Retyk                      |
| 08 Wolna wola, wolny wybór        | Mikołaj                   | 19 Uczeń Kopernika II               | Retyk i Mikołaj            |
| 09 Trędowaty I – Trup, który mówi | Andrzej                   | 20 Wenus i Mars                     | Mikołaj i Anna             |
| 10 Trędowaty II – Jeden na milion | Andrzej                   | 21 Wieści z Watykanu                | Dantyszek, Mikołaj i Retyk |
| 11 Widzę i wierzę                 | Mikołaj                   | 22 Murowany bestseller              | Wydawcy                    |
|                                   |                           | 23 Ile jest prawd                   | Mikołaj                    |

Źródło: Opera Krakowska.

## Twórcy i realizatorzy
| Kopernik (musical)             | Kopernik (musical)                   |
| ------------------------------ | ------------------------------------ |
| Libretto                       | Ałbena Grabowska                     |
| Słowa piosenek                 | Daniel Wyszogrodzki                  |
| Muzyka                         | Tomasz Szymuś                        |
| Teatr                          | Opera Krakowska                      |
| Data premiery                  | 1 października 2023                  |
| Reżyseria                      | Jakub Szydłowski                     |
| Pomysłodawca, dyrygent         | Piotr Sułkowski                      |
| Choreografia                   | Katarzyna Zielonka, Jarosław Staniek |
| Scenografia i światło          | Grzegorz Policiński                  |
| Wizualizacje                   | Tomasz Grimm                         |
| Kostiumy                       | Anna Chadaj                          |
| Przygotowanie chóru            | Janusz Wierzgacz                     |
| Asystent kierownika muzycznego | Joachim Kołpanowicz                  |
| Asystent reżysera              | Agnieszka Sztencel, Anna Popiel      |
| Asystent choreografa           | Wioletta Maciejewska                 |

Źródło: Opera Krakowska.

## Obsada
- Mikołaj Kopernik – Marcin Franc, Marcin Jajkiewicz, Janusz Kruciński
- Anna Schilling – Agnieszka Przekupień, Anastazja Simińska
- Jan Dantyszek – Paweł Erdman, Marcin Sosiński
- Lalkarz/Stańczyk – Krzysztof Prystupa, Rafał Iwański
- Andrzej Kopernik – Wojciech Daniel, Karol Drozd
- Łukasz Watzenrode – Damian Aleksander, Paweł Tucholski
- Aleksander Sculteti – Jeremiasz Gzyl, Tomasz Bacajewski
- Retyk – Michał Dudkowski, Dominik Bobryk
- Krystyna Stulpawitz – Karolina Gwóźdź, Karolina Najduk
- Kasper Stulpawitz – Maciej Marcin Tomaszewski, Piotr Janusz
- Andreas Osiander – Alan Bochnak, Jacek Wróbel, Marcin Wortmann
- Chór, Balet i Orkiestra Opery Krakowskiej, dyrygent: Piotr Sułkowski.

Źródło: Opera Krakowska.